# Graduale Romanum

Beginn des Kyrie der Missa Orbis factor im Notenbild des Graduale Romanum.

Das Graduale Romanum ist das zentrale Choralbuch der römisch-katholischen Kirche. Es enthält sämtliche Stücke des gregorianischen Chorals, die bei der Feier der Messe von Schola und Kantor zu singen sind, in Quadratnotation. Das entsprechende Buch für die Feier des Stundengebets ist das Antiphonale. Das Kyriale enthält einen Auszug des Graduale Romanum, hauptsächlich das Ordinarium der heiligen Messe.

## Geschichte

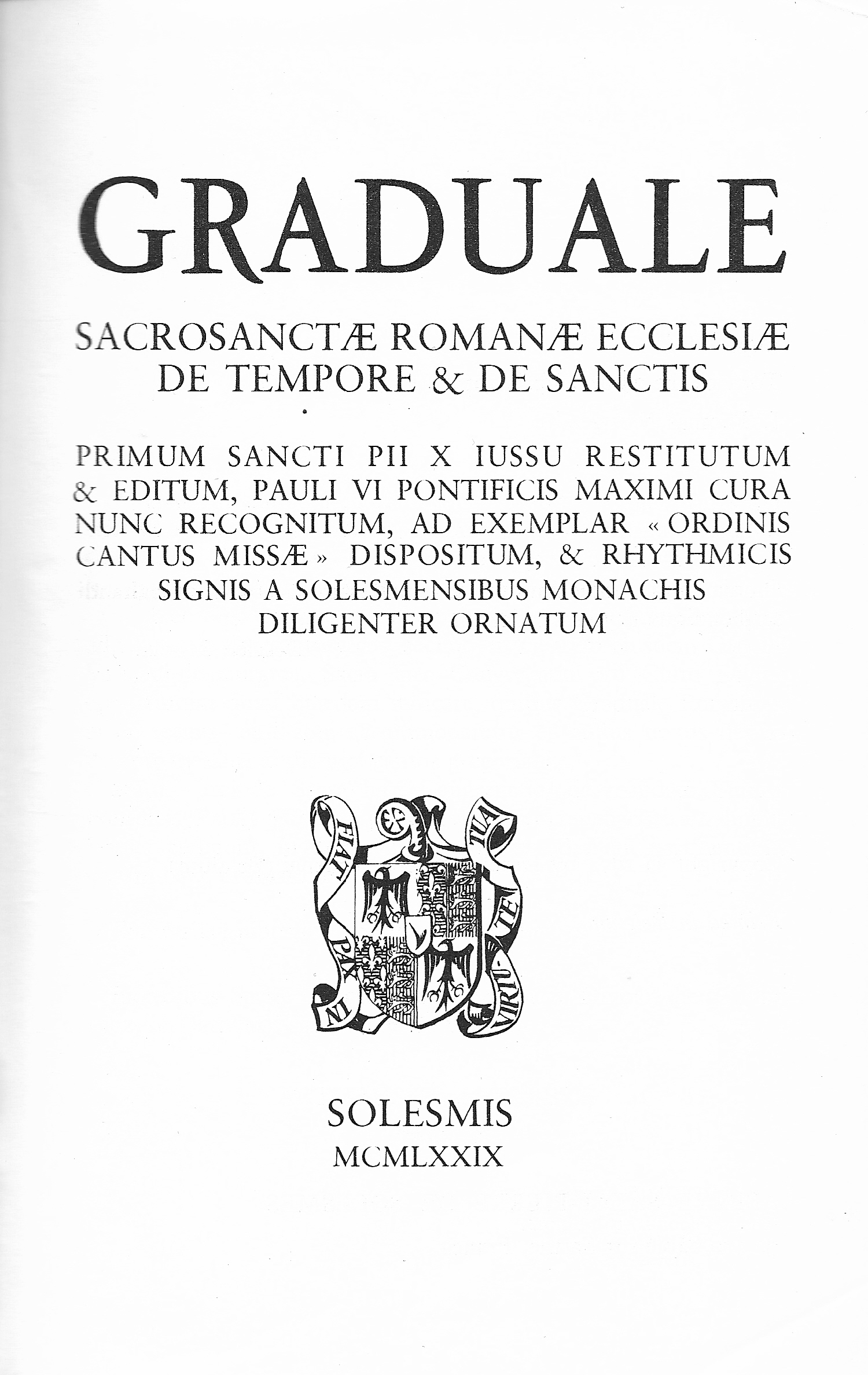
Innentitel des Graduale Romanum von 1973 (Auflage: 1979)

Die nach dem Konzil von Trient 1577/78 durch Giovanni Pierluigi da Palestrina und Annibale Zoilo (* um 1537; † 1592) vorbereitete Ausgabe des Graduale wurde von Papst Gregor XIII. nicht für den Druck freigegeben und erschien nur in Privatdrucken (Venedig 1580 u.ö.): Eine erste authentische Ausgabe des Graduales, das Medicæa, ist aus dem Jahre 1614 bezeugt.
Papst Pius X. veröffentlichte am 22. November 1903 das Motu Proprio Tra le sollecitudini, in dem er festlegte, dass der gregorianische Choral „im eigentlichen Sinne der Gesang der Kirche“ sei. Die Heilige Ritenkongregation erließ am 8. Januar 1904 ein Dekret mit den einzelnen Bestimmungen zur Wiederherstellung des gregorianischen Chorals. Als Ergebnis des Motu Proprio Tra le sollecitudini und des Folgedekretes der Ritenkongregation wurde 1908 eine neue Ausgabe des Graduale Romanum veröffentlicht (Editio Vaticana), die sich stark an die Erkenntnisse der Benediktiner der Abtei Solesmes anlehnte (André Mocquereau). Zwischen 1896 und 1964 brachte die Abtei in zahlreichen Auflagen eine Kombination von Graduale und Antiphonale als Liber Usualis heraus.
Die liturgischen Bücher der Benediktiner von Solesmes waren bis 1973 in Gebrauch, als im Zuge der Liturgiereform und der Neuordnung des Calendarium Romanum Generale einige Feiertage wegfielen und die Texte an die Bedürfnisse der Konstitution Sacrosanctum Concilium angepasst werden mussten. Eine erneute Ausgabe des Graduale durch die Benediktiner (ebenfalls mit rhythmischen Zeichen) stammt aus dem Jahr 1973 und ist ebenfalls von der Abtei Sankt Peter in Solesmes herausgegeben worden. Sie ist auch in einer um die Neumen der Handschriften aus Laon und St. Gallen beziehungsweise Einsiedeln ergänzten Fassung als Graduale Triplex veröffentlicht.
Das Zweite Vatikanische Konzil hatte in Sacrosanctum Concilium (SC) (Nr. 117) eine kritische Ausgabe der Bücher des Gregorianischen Chorals gefordert. 2011 erschien hierzu das Graduale Novum. Editio magis critica iuxta SC 117 mit seinem ersten Band De dominicis et festis (Regensburg 2011, mit dem Imprimatur des Erzbischofs von Salzburg). Es berücksichtigt ausdrücklich den Fortschritt der liturgisch-musikalischen Studien zum Gregorianischen Choral und ergänzt die Quadratnotation der meisten Stücke mit adiastematischen Neumen. Auch wurden, vor allem infolge der vom Konzil gewünschten veränderten Leseordnung in der heiligen Messe, die Gesänge teilweise den Tagen des liturgischen Jahres neu zugeordnet. Das Graduale wurde erarbeitet von einer Arbeitsgruppe der 1975 gegründeten Internationalen Gesellschaft für Studien des Gregorianischen Chorals (AISCGre) und darf als offizielle Ausgabe gelten.

### Ausgaben
- Graduale Novum editio magis critica iuxta SC 117 seu Graduale Sanctae Romanae Ecclesiae Pauli PP. VI. cura recognitum, ad exempla ordinis cantus missae dispositum, luce codicum antiquiorum restitutum nutu Sancti Oecumenici Concilii Vaticani II, neumis Ladunensibus et Sangallensibus ornatum. Tomus I De dominicis et festis (Imprimatur des Erzbischofs von Salzburg, Dr. Alois Kothgasser SDB, vom 30. November 2010 [Conbrio Verlagsgesellschaft Regensburg, Liberia Editrice Vaticana MMXI, ISBN 978-3-940768-15-5])
- Graduale Sacrosanctæ Romanæ Ecclesiæ de tempore & de Sanctis. Primum Sancti Pii X iussu restitutum & editum, Pauli VI Pontificis Maximi cura nunc recognitum, ad exemplar «Ordinis Cantus Missæ» dispositum, & rhythmicis signis a Solesmensibus monachis diligenter ornatum. Solesmis [Solesmes] 1979. (Imprimatur Tornaci, die 24 decembris 1973 [Tournai: Desclée 1974.])
- Graduale Triplex seu Graduale Romanum Pauli PP.VI cura recognitum & rhythmicis signis a Solesmensibus monachis ornatum neumis Laudunensibus (Cod.239) et Sangallensibus (Codicum San Gallensis 359 et Einsidlensis 121) nunc auctum. Solesmis [Solesmes] 1979. (Imprimatur Tornaci, die 24 decembris 1973 [Solesmes: La Froidfontaine 1998.])
- Graduale Sacrosanctæ Romanæ Ecclesiæ de tempore & de Sanctis. SS. D. N. Pii X Pontificis Maximi jussu restitutum et editum. Cui addita sund festa novissima. Romae, Typis Vaticanis MDCCCCVIII.
- G. Baroffio, M. Sodi (Hrsg.): Graduale de Tempore iuxta Ritum Sacrosanctae Romanae Ecclesiae. Editio Princeps (1614). Edizione anastatica, introduzione e appendice. (Monumenta Studia Instrumenta Liturgica 10). Libreria Editrice Vaticana, Città del Vaticano 2001.
- G. Baroffio, M. Sodi (Hrsg.): Graduale de Sanctis iuxta Ritum Sacrosanctae Romanae Ecclesiae. Editio Princeps (1614/15). Edizione anastatica, introduzione e appendice. (Monumenta Studia Instrumenta Liturgica 11). Libreria Editrice Vaticana, Città del Vaticano 2001.
- Benediktiner der Abtei Gerleve (Hrsg.): Graduale Romanum. Lateinisch-deutsche Textausgabe. 4. Auflage, Gerleve, 2010, ISBN 9783870712143.

### Hilfsmittel und Sekundärliteratur
- Dominique Fournier: Concordance textuelle du graduale romanum triplex et des versets de l'offertoriale triplex (Subsidia Gregoriana, Bd. 5), Solesmes 1996.
- Das Motuproprio Pius X. zur Kirchenmusik "Tra le sollecitudini dell' officio pastorale" (1903) und die Regensburger Tradition. Katalog zur Ausstellung in der Bischöflichen Zentralbibliothek Regensburg (10. November bis 23. Dezember 2003), Regensburg 2003.